# Alfonso Zuazo
Alfonso Zuazo (Olmedo, Regne de Castella, 1466 - Santo Domingo, 1527) fou un magistrat important en els afers del llavors recent descobert Nou Món.
Feu els seus estudis a Valladolid i es distingí tant, que el cardenal Cisneros, essent regent de Castella, l'anomenà consultor dels tres monges Jerònims als qualls el cardenal havia confiat els afers americans. Arribà a Santo Domingo l'abril de 1517 i s'aplicà ràpidament a l'arranjament de la policia i construcció d'edificis; però poc temps després, davant les reclamacions del Bartolomé de las Casas, que per això passà a Espanya, foren limitats els seus poders, restant reduït a la jurisdicció d'aquests religiosos. Temps més tard perseguit per la calumnia fou menat a residenciar.
El 1520, tornat a posar Diego Colom en el seu govern de l'Española, envià a Cuba a en Zuazo per a residenciar al governador Diego Velázquez, venint a ésser el primer jutge de residència de l'illa. Velázquez el recusà, i Zuazo passà llavors a Mèxic per servir de mitjancer entre Garay i Hernán Cortés, els quals tenien certes diferències sobre l'ocupació d'un punt estratègic.
Tan content restà el cèlebre conquistador de la intervenció de Zuazo, que l'anomenà governador provisional de Mèxic en la seva absència i alcalde major de la ciutat; però també allà el perseguí la calúmnia, rebent ordre Cortés d'empresonar-lo i enviar-lo a la Fernandina per esser allà residenciat; però en sortí absolt i fou reconeguda unanimament la seva probitat, sent nomenat, com a desgreuge, oïdor de l'Audiència de Santo Domingo on hi morí.